# کمال‌الدین بن یونس
کمال‌الدین ابوعمران موسی بن یونس بن محمد بن منعه موصلی (زادهٔ ۵۵۱ هجری قمری در موصل و متوفای ۶۳۹ هجری قمری در موصل) از دانشمندان بزرگ قرن ۶ الی ۷ قمری در زمان خود بود که بر طب، فلسفه و ریاضیات تسلط داشت. او نخست نزد پدرش دانش آموخت و سپس به نظامیه بغداد رفت و از بزرگ‌ترین هندسه دانان زمان خود شد. وی در فلسفه و طب نیز چیره‌دست بود. به گفته ابن‌ابی‌اصیبعه پادشاه فرنگ چند مسئله مشکل در نجوم، هندسه، ریاضیات، پزشکی و فلسفه را با پیکی به دربار بدرالدین لولو فرستاد. دانشمندان از پاسخ آن درآمدند و سرانجام آن مسائل را نزد ابن یونس به موصل فرستادند و ا و به حل آن‌ها موفق شد. او همچنان استاد خواجه نصیرالدین طوسی بود.